# 不丹統一黨
不丹统一党（威利转写：brug mnyam rub tshogs pa），前称社会民主党，是不丹五个注册政党之一。它于2013年1月20日注册。在2018年不丹国民议会选举中，不丹统一党排名第一。

## 国民议会选举

### 2013年不丹国民议会选举
在2013年举行的第二届国民议会选举的首輪選舉中，不丹统一党获得35,962票，排在第三位，所以不能参加最后一轮選舉。

### 2018年不丹国民议会选举
在2018年选举中，该党赢得了30个席位，获得54.95％的选票。